# Guadalcázar, San Luis Potosí
Guadalcazar là một đô thị thuộc bang San Luis Potosí, México. Năm 2005, dân số của đô thị này là 24893 người.